# Zalaegerszegi járás
A Zalaegerszegi járás Zala vármegyéhez tartozó járás Magyarországon, amely 2013-ban jött létre. Székhelye Zalaegerszeg. Területe 1 044,70 km², népessége 102 553 fő, népsűrűsége pedig 98 fő/km² volt 2013 elején. 2013. július 15-én három város (Zalaegerszeg, Pacsa és Zalalövő) és 81 község tartozott hozzá, így az ország legtöbb települést magába foglaló járása.
A Zalaegerszegi járás a járások 1983-as megszüntetéséig is létezett, és székhelye az állandó járási székhelyek kijelölésétől (1886) kezdve mindvégig Zalaegerszeg volt.
A Zalaegerszegi járás települései közül nem mindegyik tartozik egyúttal a Göcsej tájegységhez is. Göcsejhez tartozó települései a következők: Babosdöbréte, Bak, Baktüttös, Becsvölgye, Bocfölde, Boncodfölde, Böde, Csertalakos, Csonkahegyhát, Dobronhegy, Gellénháza, Gombosszeg, Gutorfölde, Hottó, Iborfia, Keménfa, Kustánszeg, Lickóvadamos, Milejszeg, Nagylengyel, Németfalu, Ormándlak, Pálfiszeg, Petrikeresztúr, Pusztaederics, Sárhida, Söjtör, Szentkozmadombja, Szentpéterfölde, Tófej, Zalaegerszeg, Zalalövő, Zalatárnok.

## Települései
| Település         | Rang (2013. július 15.)         | Közös hivatal    | Kistérség (2013. január 1.) | Népesség (2013. január 1.) | Terület (km²) |
| ----------------- | ------------------------------- | ---------------- | --------------------------- | -------------------------- | ------------- |
| Zalaegerszeg      | megyeszékhely megyei jogú város |                  | Zalaegerszegi               | 59 618                     | 102,41        |
| Pacsa             | város                           |                  | Pacsai                      | 1 676                      | 22,71         |
| Zalalövő          | város                           | Zalalövő         | Zalaegerszegi               | 3 058                      | 52,64         |
| Alibánfa          | község                          | Zalaszentiván    | Zalaegerszegi               | 407                        | 5,84          |
| Almásháza         | község                          | Nagykapornak     | Zalaszentgróti              | 63                         | 4,98          |
| Alsónemesapáti    | község                          | Nagypáli         | Zalaegerszegi               | 676                        | 14,51         |
| Babosdöbréte      | község                          | Zalaszentgyörgy  | Zalaegerszegi               | 466                        | 12,52         |
| Bagod             | község                          | Bagod            | Zalaegerszegi               | 1 254                      | 16,37         |
| Bak               | község                          | Bak              | Zalaegerszegi               | 1 628                      | 23,05         |
| Baktüttös         | község                          | Tófej            | Zalaegerszegi               | 333                        | 9,71          |
| Becsvölgye        | község                          | Gellénháza       | Zalaegerszegi               | 791                        | 21,4          |
| Bezeréd           | község                          | Nagykapornak     | Pacsai                      | 141                        | 12,14         |
| Bocfölde          | község                          | Bak              | Zalaegerszegi               | 1 123                      | 8,73          |
| Boncodfölde       | község                          | Teskánd          | Zalaegerszegi               | 346                        | 5,9           |
| Böde              | község                          | Zalaszentgyörgy  | Zalaegerszegi               | 296                        | 9,17          |
| Búcsúszentlászló  | község                          | Búcsúszentlászló | Pacsai                      | 811                        | 1,54          |
| Csatár            | község                          | Egervár          | Zalaegerszegi               | 550                        | 7,79          |
| Csertalakos       | község                          | Söjtör           | Lenti                       | 27                         | 1,99          |
| Csonkahegyhát     | község                          | Teskánd          | Zalaegerszegi               | 326                        | 8,28          |
| Csöde             | község                          | Zalalövő         | Zalaegerszegi               | 80                         | 10,61         |
| Dobronhegy        | község                          | Teskánd          | Zalaegerszegi               | 142                        | 2,15          |
| Egervár           | község                          | Egervár          | Zalaegerszegi               | 1 051                      | 10,29         |
| Gellénháza        | község                          | Gellénháza       | Zalaegerszegi               | 1 571                      | 5,24          |
| Gombosszeg        | község                          | Gellénháza       | Zalaegerszegi               | 36                         | 2,16          |
| Gősfa             | község                          | Nagypáli         | Zalaegerszegi               | 321                        | 10,45         |
| Gutorfölde        | község                          | Söjtör           | Lenti                       | 1 051                      | 24,85         |
| Gyűrűs            | község                          | Pókaszepetk      | Zalaegerszegi               | 96                         | 4,19          |
| Hagyárosbörönd    | község                          | Bagod            | Zalaegerszegi               | 310                        | 11,25         |
| Hottó             | község                          | Zalaszentgyörgy  | Zalaegerszegi               | 327                        | 6,7           |
| Iborfia           | község                          | Gellénháza       | Zalaegerszegi               | 9                          | 2,59          |
| Kávás             | község                          | Zalaszentgyörgy  | Zalaegerszegi               | 247                        | 6,64          |
| Kemendollár       | község                          | Pókaszepetk      | Zalaegerszegi               | 523                        | 16,07         |
| Keménfa           | község                          | Zalalövő         | Zalaegerszegi               | 90                         | 14,89         |
| Kisbucsa          | község                          | Búcsúszentlászló | Zalaegerszegi               | 450                        | 8,8           |
| Kiskutas          | község                          | Zalaszentiván    | Zalaegerszegi               | 171                        | 4,69          |
| Kispáli           | község                          | Nagypáli         | Zalaegerszegi               | 291                        | 4,51          |
| Kustánszeg        | község                          | Teskánd          | Zalaegerszegi               | 481                        | 11,42         |
| Lakhegy           | község                          | Egervár          | Zalaegerszegi               | 453                        | 8,58          |
| Lickóvadamos      | község                          | Gellénháza       | Zalaegerszegi               | 198                        | 6,69          |
| Milejszeg         | község                          | Teskánd          | Zalaegerszegi               | 308                        | 9,08          |
| Misefa            | község                          | Nagykapornak     | Pacsai                      | 291                        | 6,51          |
| Nagykapornak      | község                          | Nagykapornak     | Pacsai                      | 925                        | 24,41         |
| Nagykutas         | község                          | Zalaszentiván    | Zalaegerszegi               | 422                        | 8,45          |
| Nagylengyel       | község                          | Gellénháza       | Zalaegerszegi               | 509                        | 10,24         |
| Nagypáli          | község                          | Nagypáli         | Zalaegerszegi               | 477                        | 6,34          |
| Nemesapáti        | község                          | Nagypáli         | Zalaegerszegi               | 519                        | 10,37         |
| Nemeshetés        | község                          | Búcsúszentlászló | Zalaegerszegi               | 262                        | 6,61          |
| Nemesrádó         | község                          | Nagykapornak     | Pacsai                      | 295                        | 14,02         |
| Nemessándorháza   | község                          | Búcsúszentlászló | Pacsai                      | 302                        | 11,16         |
| Nemesszentandrás  | község                          | Búcsúszentlászló | Pacsai                      | 270                        | 5,47          |
| Németfalu         | község                          | Teskánd          | Zalaegerszegi               | 190                        | 8,67          |
| Orbányosfa        | község                          | Nagykapornak     | Pacsai                      | 126                        | 5,68          |
| Ormándlak         | község                          | Gellénháza       | Zalaegerszegi               | 122                        | 5,75          |
| Ozmánbük          | község                          | Bagod            | Zalaegerszegi               | 198                        | 6,69          |
| Padár             | község                          | Nagykapornak     | Pacsai                      | 112                        | 10,69         |
| Pálfiszeg         | község                          | Teskánd          | Zalaegerszegi               | 159                        | 5,59          |
| Pethőhenye        | község                          | Nagypáli         | Zalaegerszegi               | 418                        | 8,87          |
| Petrikeresztúr    | község                          | Gellénháza       | Zalaegerszegi               | 370                        | 8,77          |
| Pókaszepetk       | község                          | Pókaszepetk      | Zalaegerszegi               | 937                        | 18,69         |
| Pölöske           | község                          | Zalaszentmihály  | Pacsai                      | 842                        | 45,23         |
| Pusztaederics     | község                          | Tófej            | Zalaegerszegi               | 166                        | 9,55          |
| Pusztaszentlászló | község                          | Söjtör           | Zalaegerszegi               | 598                        | 10,34         |
| Salomvár          | község                          | Zalalövő         | Zalaegerszegi               | 615                        | 16,11         |
| Sárhida           | község                          | Bak              | Zalaegerszegi               | 796                        | 5,09          |
| Söjtör            | község                          | Söjtör           | Zalaegerszegi               | 1 461                      | 36,16         |
| Szentkozmadombja  | község                          | Tófej            | Zalaegerszegi               | 67                         | 5,08          |
| Szentpéterfölde   | község                          | Söjtör           | Lenti                       | 132                        | 11,99         |
| Szentpéterúr      | község                          | Zalaszentmihály  | Pacsai                      | 1 003                      | 15,96         |
| Teskánd           | község                          | Teskánd          | Zalaegerszegi               | 1 116                      | 4,85          |
| Tilaj             | község                          | Nagykapornak     | Zalaszentgróti              | 195                        | 8,16          |
| Tófej             | község                          | Tófej            | Zalaegerszegi               | 713                        | 15,32         |
| Vasboldogasszony  | község                          | Nagypáli         | Zalaegerszegi               | 610                        | 11,75         |
| Vaspör            | község                          | Bagod            | Zalaegerszegi               | 373                        | 13,45         |
| Vöckönd           | község                          | Pókaszepetk      | Zalaegerszegi               | 103                        | 2,79          |
| Zalaboldogfa      | község                          | Zalaszentgyörgy  | Zalaegerszegi               | 334                        | 11,47         |
| Zalacséb          | község                          | Zalalövő         | Zalaegerszegi               | 514                        | 9,63          |
| Zalaháshágy       | község                          | Zalalövő         | Zalaegerszegi               | 371                        | 12,13         |
| Zalaigrice        | község                          | Zalaszentmihály  | Pacsai                      | 119                        | 7,73          |
| Zalaistvánd       | község                          | Pókaszepetk      | Zalaegerszegi               | 352                        | 10,8          |
| Zalaszentgyörgy   | község                          | Zalaszentgyörgy  | Zalaegerszegi               | 408                        | 9,83          |
| Zalaszentiván     | község                          | Zalaszentiván    | Zalaegerszegi               | 1 042                      | 13,1          |
| Zalaszentlőrinc   | község                          | Zalaszentiván    | Zalaegerszegi               | 279                        | 4,89          |
| Zalaszentmihály   | község                          | Zalaszentmihály  | Pacsai                      | 971                        | 20,83         |
| Zalatárnok        | község                          | Tófej            | Zalaegerszegi               | 673                        | 25,95         |

## Története
Zala vármegye járásokra tagolódott. Degré Alajos kutatásai nyomán 1513-ból három járást ismerünk, a legnagyobb földbirtokokat magába foglaló nyugatit, amelyet később kapornakinak neveztek, a tapolcait és a szántóit. A nyugatit 1536-ban osztották ketté nagyobb és kisebb járásra. A forrásokban az egyes járások elnevezése nem volt állandó. Ahogy a megyének, úgy a járásoknak sem volt állandó székhelye. Legtöbbször a szolgabíró nevével jelölték, hiszen számukra akkor világos volt, melyik szolgabíró melyik területet felügyeli. Máskor arról a helységről azonosították őket, ahol éppen a közgyűléseket, vagy törvényszékeket tartották. így a Degré által kapornaki nagyobbnak nevezett járás a forrásokban szerepelt kapornaki, szentgróti, vagy egerszegi nagyobb járásként is. Máskor a megfogalmazás: A Zalán túli részek, vagyis a szentgróti járáshoz tartozók. A kapornaki két járást a 16. század végén egerszegi kisebb és nagyobb járásként is emlegették. Miután az egyik megyei törvényszéket 1632-ben Sümegre helyezték át, a szántói járást sümegiként is emlegették. 
A szolgabírák megválasztásakor nem nevezték meg, melyik járás élére kerültek, így beazonosításuk a Muraköz kivételével csak a 18. századtól biztos. A Muraköznek egyébként is különleges státusa volt: egy uradalomból állt, amelynek földesura gyakran a vármegye főispáni tisztét is betöltötte. Egészen a 18. századig a megye leggazdagabb, legsűrűbben lakott területe, amelynek a 17. század 40-es éveitől külön szolgabírája, később alszolgabírái, esküdtjei voltak. 1596 és 1716 között külön járásként kezelték Somogy vármegyének a királyi Magyarországhoz tartozó területét. A szolgabírókat a 18. század elejétől kezdték főszolgabírónak nevezni, alszolgabírákat a 16. század végétől ismerünk név szerint. A járások nagyságától függött, hány alszolgabírót (2-3), esküdtet (4-12) választottak. Egerszeg, a megye székhelye is csak a 18. század közepétől foglalkoztatott jegyzőt, aki egyben a kántor, tanító és malombíró feladatait is ellátta.

### A zalaegerszegi járás főszolgabírái (1692–1849)
- Sárkány Gábor, ákosházi (1692. június 29., 1705. február 21., 1710. szeptember 28.)
- Jakasits András, lovászi (1700. február 2. 1700. október 14.-1715. október 28.)
- Nemesbüky János (1714. március 8., 1716. szeptember 8. – 1724. május 29.)
- Sárkány Gábor, ákosházi  (1724. május 29. – 1735.)
- Deák Péter (1735. április 19. – 1747. augusztus 21.)
- Farkas Ferenc, boldogfai (1747. augusztus 21. – 1756. október 11.)
- Forintos János, forintosházi 1756. október 11. – 1768. november 3.)
- Tuboly Mihály, tubolyszegi (1768. november 3. — 1784. november 1. )
- Tuboly László , tubolyszegi (1784. november 1. – 1786. július 14.)
- Lochuch László (1786. július 14. – 1790. április 7.)
- Tuboly László, tubolyszegi (1790. április 7. – 1795. május 4.)
- Lochuch László (1795. május 4. – 1801. szeptember 14.)
- Tuboly Imre, tubolyszegi (1801. szeptember 14. – 1810. május 7.)
- Hertelendy Károly, hertelendi és vindornyalaki (1810. május 7. – 1819. július 5.)
- Nagy Antal , hottói (1819. július 5. – 1825. június 6.)
- Skublics Alajos, besenyői és velikei (1825. június 6. – 1830. március 15.)
- Csillagh Lajos, csáfordi (1830. március 15. – 1834. szeptember 22.)
- Simon Mihály, egyházasbüki (1834. szeptember 22. – 1844. június 10.)
- Farkas Imre, boldogfai (1844. június 10. – 1849. október 31. )

### A zalaegerszegi járás császári és királyi főbírója (főszolgabíró) (1849-1860)
- Farkas Imre, boldogfai (1849. november – 1850. december 2.)
- Fábián Pál, felsőeőri (1850. december 2. – 1854. április 28.)
- Orosz Ferenc, balázsfalvi (1854. április 29. – 1856. december 1.)
- Münzbere Ferenc  (1856. december 1. — ? )

### A zalaegerszegi járás főszolgabírai (1861-1950)
- Csillagh László, csáfordi (1861. február 8. – 1861. november 11.)
- Bölcs György (1862. január 30. – 1863. április 15.)
- Büky Gyula (1863. május – 1867. május 6.)
- Nagy Farkas (1867. május 6. – 1869. május 19.)
- Svastits Benő, bocsári (1869. május 19. — 1869. augusztus 3.)
- Plihál Ferenc (1869. augusztus 3. — 1872. január 9.)
- Skublics István, besenyői és belikei (1872. január 9. – 1874. május 4.)
- Nagy József, hottói (1874. május 4. – 1882. szeptember 11.)
- Zarka Miklós, lukafalvi (1882. szeptember 11. – 1883. december 17.)
- Thassy Miklós, miskei és monostori (1883. december 18. – 1896. október 1.)
- Thassy Lajos, miskei és monostori (1896. október 1. – 1914. július 1.)
- Skublics Ödön, besenyői és belikei (1914. szeptember 14. — 1938. november 30.)
- Demeter György, dr. (1921. május 15. – 1921. június 14.)
- Demeter György, dr. (1922. június 2. – 1922. szeptember 10.)
- Czigány János, dr. (1938. december 9. – 1945. október 31.)
- Horváth József, dr. (1945. július 9. – 1946. augusztus 13.)
- Farkas Sándor, dr. (1946. augusztus 14. – 1948. július 14.)
- Haász Gyula, dr. (1948. július 14. – 1949. április 30.)
- Balogh Géza, dr. (1949. május 1. – 1950. augusztus 15.)

### A zalaegerszegi járás alszolgabirai (1707-1849)
- Sidi Pál , sidi (1707. január 31. – 1724. május 29.)
- Mátay István, mátai (1709. december 16. – 1712. március 7.)
- Babocsay Pál (1710. január 8.)
- Rődli György (1712. március 7.)
- Farkas János, boldogfai (1712. március 7.-1724. november 24.) (1723-tól helyettes főszolgabíró)
- Foky Ferenc (1716. – 1719. december 5.)
- Scsáp István (1716. – 1719. december 5.)
- Deák Péter (1719. december 5. – 1735. április 19.)
- Gaiger Antal, jobbágyi (1720. február 20. – 1722. március 6.)
- Miskey Miklós, miskei (1724. május 28. – 1726. május 28.)
- Nagy Mihály, szalapatakai (1730. november 14. – 1738. június 18.)
- Sárkány István, ákosházi (1735. április 19. -1740. augusztus 21.)
- Farkas Ferenc, boldogfai (1738. június 18. – 1747. augusztus 21.)
- Pais Farkas, pajsszegi (1747. augusztus 21. – 1756. október 11.)
- Tuboly Mihály, tubolyszegi (1747. augusztus 21. – 1761. június)
- Farkas József, farkaspatyi (1747. augusztus 21. – 1768. szeptember 7.)
- Sidy Pál, sidi (1756. október 11. – 1773. április 13.)
- Szecsődy Imre, egyházasszecsődi (1761. június 27. – 1772. október 1.)
- Marton György, nemesnépi (1772. október 1. – 1780. április 15.)
- Vizy János, salomvári (1773. április 13. – 1774. május 1.)
- Csertán László (1773. április 13. – 1781. szeptember 24.)
- Sohár Antal (1774. május 1. – 1781. szeptember 24.)
- Derecskey János, derecskei (1781. szeptember 24. – 1786. június 14.)
- Tuboly László, tubolyszegi (1781. szeptember 24. – 1786. június 14.)
- Skublics Antal, besenyői és velikei (1790. április 7. – 1795. május 4.)
- Kovács Mihály (1790. április 7. – 1803. augusztus 22.)
- Petrics József (1795. május 4. – 1803. augusztus 22.)
- Farkas János, boldogfai  (1803. augusztus 22. – 1809. október 1.)
- Skublics Elek, besenyői és velikei (1810. május 7. – 1813. augusztus 1.)
- Nagy Antal, hottói (1810. május 7. – 1819. július 5.)
- Kálóczy Imre (1813. augusztus 1. — 1815. november 8.)
- Szekér György (1815. november 8. – 1818. augusztus 10.)
- Skublics Alajos, besenyői és velikei (1818. augusztus 10. – 1823. december 29.)
- Dvornikovits Mihály (1819. június 5. – 1825. június 6.)
- Tuboly Mihály, tubolyszegi (1823. december 29. – 1825. június 6.)
- Csillagh Lajos, csáfordi (1825. június 6. – 1829. június 1.)
- Simon Mihály, egyházasbüki (1825. június 6. – 1834. szeptember 22.)
- Marton József, nemesnépi (1829. június 1.-1831. június 20.)
- Horváth Vilmos, zalabéri (1831. június 20. – 1833. október 15.)
- Orosz Ferenc, balázsfalvi (1833. október 15. – 1834. szeptember 22.)
- Halassy Ignác (1834. szeptember 22. – 1837. szeptember 25.)
- Farkas Imre, boldogfai (1834. szeptember 22. – 1840. szeptember 28.)
- Farkas Endre, farkaspatyi (1837. szeptember 25. – 1844. június 10.)
- Kozáry László, kozári (1840. szeptember 28. – 1849. október 31.)
- Nagy Károly, hottói (1841. augusztus 2. – 1849. október 31.)
- Hertelendy Kálmán, hertelendi és vindornyalaki (1844. június 10. – 1847. június 14.)
- Tuboly Alajos, tubolyszegi (1847. június 14. – 1849. október 31.)